# زولندر
زولندر (انگلیسی: Zoolander) فیلمی به کارگردانی بن استیلر است که در سال ۲۰۰۱ منتشر شد.
در سال ۲۰۱۶ دنباله این فیلم با نام زولندر ۲ ساخته شد.

## داستان
در شهر نیویورک، درک زولندر مدل مرد در نقطه پایینی قرار دارد. او توسط ستاره نوظهور هانسل به عنوان برترین مدل مُد مرد برکنار می‌شود، هم اتاقی‌هایش و همکارانش در یک «تصادف عجیب با بنزین» کشته می‌شوند و تلاش برای برقراری ارتباط مجدد با اقوام طبقه کارگرش در جنوب نیوجرسی با طرد خانواده‌اش به پایان می‌رسد. . در همین حال، جاکوبیم موگاتو، غول مد، و موری بالشتاین، نماینده درک، توسط صنعت مد متهم به یافتن مدلی می‌شوند که می‌تواند با شستشوی مغزی نخست‌وزیر جدید مالزی را ترور کند ، که سیاست‌هایش آنها را از حفظ کار ارزان کودکان در این کشور منع می‌کند. . موگاتو درک را که معمولاً با او کار نمی کند، استخدام می کند تا در نمایش بعدی باند بازی کندبرای طرح شستشوی مغزی اش زمانی که آهنگ « آرام باش » اثر فرانکی به هالیوود می رود ، درک را مشروط به ترور می کنند .
ماتیلدا جفریس که در هنگام نوشتن مقاله انتقادی در تایم درباره او احساس مسئولیت می‌کند، نسبت به پیشنهاد موگاتو مشکوک می‌شود. او نگرانی های خود را به درک می گوید، اما او او را نادیده می گیرد. ماتیلدا و درک پس از دریافت اطلاعات از طریق تماس های مدل دست سابق جی پی پریوت، او را در یک گورستان ملاقات می کنند. پریوت فاش می کند که صنعت مد پشت چندین ترور سیاسی تاریخ بوده است، از جمله آبراهام لینکلن و جان اف کندی.و مدل های شست و شوی مغزی به زودی پس از انجام وظیفه خود کشته می شوند. دوستان موگاتو به گروه حمله می کنند و درک و ماتیلدا را مجبور به فرار می کنند. آنها به خانه هانسل می روند، آخرین جایی که معتقدند موگاتو به آن فکر خواهد کرد. درک، هانسل و ماتیلدا با هم پیوند می خورند، این دو مدل مرد در حال حل اختلافات خود در حالی که در مجموعه مواد مخدر هانسل شرکت می کنند و در رابطه جنسی گروهی با ماتیلدا و دیگران شرکت می کنند. درک و هانسل برای یافتن شواهدی از نقشه ترور وارد دفتر موری می شوند، اما آنها نمی توانند با کامپیوتر او کار کنند تا آنها را پیدا کنند

## بازیگران
- اوون ویلسون
- ویل فرل
- کریستین تیلور
- میلا یوویچ
- جری استیلر
- دیوید دوکاونی
- جان ویت
- بن استیلر
- وینس وان
- جودا فریدلندر
- الکساندر اسکاشگورد
- جاستین ثرو
- اندرو ویلسون
- اندی دیک
- جنیفر کولیج
- نورا دان
- جیمز مارسدن
- پتن اسوالت
- بیلی زین
- کریستین اسلیتر
- کلودیا شیفر
- کوبا گودینگ جونیور
- دیوید بویی
- دونالد ترامپ
- دناتلا ورساچه
- اما بانتون
- فرد درست
- گوئن استفانی
- هایدی کلوم
- لنی کراویتز
- لیل کیم
- لوکاس هاس
- آلکسا نیکلاس
- مارک رانسون
- ناتالی پورتمن
- پاریس هیلتون
- شاوو اودادجیان
- تام فورد
- تامی هایلفیگر
- تایسن بکفورد
- ویکتوریا بکام
- وینونا رایدر
- فابیو لانزونی
- گری شندلینگ
- کارمن کاس
- نیتان لی گراهام
- جان وارگاس
- تونی کانال